# 孝明翁主
孝明翁主（こうめいおうしゅ、ヒョミョンオンジュ、효명옹주、崇禎10年（1637年） - 康熙39年（1700年））は、李氏朝鮮第16代国王仁祖と廃貴人趙氏の娘。第17代国王孝宗の異母妹。

## 生涯
仁祖にとって唯一の娘だったことから、母と共に寵愛を受けた。1647年に翁主に封じられ、同年に右議政を歴任した金自點の孫である金世龍と婚礼を挙げた。
父の死後、母が金自點と共に荘烈王后らを呪詛したとして、賜薬となり処刑された。夫の金世龍も連座で処刑されてしまう。自身は翁主の座を剥奪され、流刑される。1700年に64歳で亡くなるまで、生涯監視下におかれた。

## 家族
- 父：仁祖
- 母：廃貴人趙氏（生年不詳 - 1652年）
- 夫：洛城尉 金世龍（キム・セリョン）

## 登場作品
テレビドラマ
- 花たちの戦い 宮廷残酷史（2013年、JTBC、演：イ・チェミ（なお、母の廃貴人趙氏の幼少期も演じた））